# 大阪府立光陽支援学校
大阪府立光陽支援学校（おおさかふりつ こうようしえんがっこう）は、大阪府大阪市旭区新森六丁目にある特別支援学校。
小学部・中学部・高等部を設置し、肢体不自由及び病弱児を対象とした支援教育を行なっている。また通学困難な児童・生徒を対象にした訪問支援教育も実施している。

## 沿革
肢体不自由児対象の養護学校・大阪市立光陽養護学校として、1962年に開校した。当初は小学部と中学部のみだったが、1965年に高等部別科を設置し、さらに1970年には高等部本科を設置した。
2009年4月には、同年3月限りで閉校となった病弱児対象の特別支援学校・大阪市立貝塚養護学校の機能を統合した。これに伴い、従来貝塚養護学校がおこなっていた病弱児の受け入れと、病弱児を対象にした大阪市内南部（中央大通以南）の病院への訪問教育を開始した。
2016年に大阪府に移管され、大阪府立光陽支援学校に改称した。

### 年表
- 1962年4月1日 - 大阪市立光陽養護学校として、現在地に開校。小学部・中学部を設置。
- 1962年5月23日 - 開校式。この日を創立記念日とする。
- 1965年4月1日 - 高等部別科（1年制）を設置。
- 1967年4月1日 - 高等部別科を2年制とする。
- 1965年5月1日 - 校地を拡張。
- 1970年4月1日 - 高等部本科を設置。
- 1975年4月1日 - 肢体不自由児向けの訪問教育を開始。
- 2009年4月1日 - 大阪市立光陽特別支援学校に改称。大阪市立貝塚養護学校の機能を統合。
- 2016年4月1日 - 大阪府に移管。大阪府立光陽支援学校に改称。
- 2020年4月1日 - 通学区域に守口市が加わる（守口市在住者はこれまで大阪府立交野支援学校に通っていた）。

## 通学区域
- 大阪市 都島区・東淀川区・東成区・旭区・城東区・鶴見区の全域。
- 大阪市 北区のうち天神橋筋以東
- 大阪市 中央区のうち堺筋以東
- 大阪市 天王寺区のうち千日前通以北
- 守口市の全域

## 交通
- 大阪シティバス 旭東中学校前バス停 東へ約200m。
- Osaka Metro今里筋線 清水駅 南東へ約700m。
- Osaka Metro今里筋線 新森古市駅 北東へ約900m。
- 京阪本線 森小路駅　東へ約1.5km。